# Made in the Dark
Made in the Dark è il terzo album discografico in studio del gruppo musicale inglese Hot Chip, pubblicato nel 2008 dalla EMI.

## Il disco
Quattro sono stati in singoli estratti dall'album: Shake a Fist (agosto 2007 in versione vinile 12"), Ready for the Floor (gennaio 2008), One Pure Thought (maggio 2008) e Wrestlers (novembre 2008).
Alcune tracce del disco sono state ri-registrate con Robert Wyatt nel marzo 2008. Nella versione standard vi ha collaborato Emma Smith, che già aveva lavorato nei precedenti due album del gruppo. Nell'ottobre 2007 MTV aveva diffuso la notizia di una collaborazione nel brano Ready for the Floor con la cantante australiana Kylie Minogue, in qualità di autrice. La notizia è stata smentita da Alexis Taylor, esponente di spicco del gruppo.
La versione iTunes del disco contiene due tracce aggiuntive; che sono diverse dalle altre due tracce aggiuntive presenti nella versione giapponese (Bubbles They Bounce e My Brother Is Watching Me). Inoltre la versione "deluxe" del disco, diffusa solo su iTunes, contiene alcuni remix ad opera di Switch, Fake Blood e Ewan Pearson, nonché il video di Wrestlers ed un documentario intitolato West Coast Tour Documentary. Infine il DVD in "special edition" contiene alcuni estratti live.
Il brano Ready for the Floor ha raggiunto la sesta posizione nella Official Singles Chart ed è stato nominato ai Grammy Award 2008 nella categoria "Best Dance Recording".
L'album ha raggiunto la posizione numero 4 della Official Albums Chart, la numero 109 della Billboard 200, la numero 1 della Billboard Top Heatseekers e la posizione numero 2 della Billboard Top Electronic Albums. Nel Regno Unito Made in the Dark è stato certificato disco d'oro.

## Tracce
Tutte le tracce sono state scritte e composte dagli Hot Chip, eccetto la 2, scritta dallo stesso gruppo con Todd Rundgren.
1. Out at the Pictures – 4:26
2. Shake a Fist – 5:11
3. Ready for the Floor – 3:52
4. Bendable Poseable – 3:46
5. We're Looking for a Lot of Love – 4:43
6. Touch Too Much– 4:05
7. Made in the Dark – 3:00
8. One Pure Thought – 4:53
9. Hold On – 6:20
10. Wrestlers – 3:45
11. Don't Dance – 4:42
12. Whistle for Will – 2:23
13. In the Privacy of Our Love – 2:52

iTunes bonus tracks
1. So Deep – 2:34
2. With Each New Day – 2:58

## Formazione
Gruppo
- Alexis Taylor - voce, sintetizzatore, chitarra, percussioni, piano
- Joe Gaddard - voce, sintetizzatore, percussioni
- Owen Clarke - chitarra, basso
- Al Doyle - chitarra, sintetizzatore, percussioni, cori
- Felix Martin - drum machine

Collaboratori
- Emma Smith - violino, sax
- Todd Rundgren - sample voce in Shake a Fist